# رحمت أباد (سفلى أردستان)
رحمت أباد (بالفارسية: رحمت‌آباد) هي منطقة سكنية تقع في إيران في أصفهان. يقدر عدد سكانها بـ 10 نسمة .